# Max Ophüls
Max Ophüls (ur. jako Max Oppenheimer 6 maja 1902 w Saarbrücken, zm. 25 marca 1957 w Hamburgu) – niemiecki reżyser filmowy pochodzenia żydowskiego, który pracował w Niemczech, Francji i Stanach Zjednoczonych.
Zaczął karierę w 1919 roku jako aktor, ale już w 1924 roku został producentem przedstawień teatralnych, a dwa lata później dyrektorem Burgtheater w Wiedniu. Pierwszy film wyreżyserował w 1931 roku.  
W 1933 roku, po dojściu w Niemczech do władzy nazistów, z powodu swojego pochodzenia został zmuszony do emigracji – wyjechał do Francji, gdzie w 1938 roku otrzymał obywatelstwo. Po klęsce Francji na początku II wojny światowej, przez Szwajcarię i Włochy, wyjechał w 1941 roku do Stanów Zjednoczonych, gdzie kontynuował pracę reżysera.
Po zakończeniu II wojny światowej powrócił do Francji, gdzie ponownie zajął się reżyserowaniem filmów. W tym okresie powstał jego najbardziej znany film Lola Montès. Zmarł w 1957 roku.  

## Filmografia
- 1931 - Dann schon lieber Lebertran
- 1931 - Die verliebte Firma
- 1932 - Die verkaufte Braut
- 1933 - Liebelei
- 1933 - Une histoire d'amour
- 1933 - Lachende Erben
- 1933 - On a volé un homme
- 1934 - La Signora Di Tutti
- 1935 - Divine
- 1936 - Komedie om geld
- 1936 - Ave Maria
- 1936 - La tendre ennemie
- 1936 - Valse brillante de Chopin
- 1937 - Yoshiwara
- 1938 - Werther
- 1939 - Sans lendemain
- 1940 - L'école des femmes
- 1940 - De Mayerling à Sarajevo
- 1946 - Vendetta
- 1947 - The Exile
- 1948 - List od nieznajomej
- 1949 - Caught
- 1949 - The Reckless Moment
- 1950 - La Ronde
- 1952 - Le Plaisir
- 1953 - Madame de...
- 1955 - Lola Montès
- 1958 - Les Amants de Montparnasse